# جويل مكيرا
جويل مكيرا (بالإنجليزية: Joel McCrea)‏ هو ممثل أمريكي، ولد في 5 نوفمبر 1905 في الولايات المتحدة، وتوفي بنفس المكان في 20 أكتوبر 1990 بسبب ذات الرئة.

## أعمال

### أفلام
- (1929) السيدة المقدسة
- (1932) اللعبة الأكثر خطورة
- (1936) تعال وخذها
- (1937) النهاية الميتة
- (1940) المراسل الأجنبي
- (1943) كلما زاد العدد زاد المرح

## وصلات خارجية
- جويل مكيرا على موقع IMDb (الإنجليزية)
- جويل مكيرا على موقع الموسوعة البريطانية (الإنجليزية)
- جويل مكيرا على موقع ألو سيني (الفرنسية)
- جويل مكيرا على موقع تيرنر كلاسيك موفيز (الإنجليزية)
- جويل مكيرا على موقع أول موفي (الإنجليزية)
- جويل مكيرا على موقع قاعدة بيانات الأفلام السويدية (السويدية)
- جويل مكيرا على موقع إن إن دي بي (الإنجليزية)
- جويل مكيرا على موقع ديسكوغز (الإنجليزية)
- جويل مكيرا على موقع قاعدة بيانات الفيلم (الإنجليزية)
- جويل مكيرا على موقع كينوبويسك (الروسية)